# Butterfly Core
「Butterfly Core」（バタフライ・コア）は、2013年11月27日にBeingから発売されたVALSHEの6枚目のシングル。

## 解説
読売テレビ・日本テレビ系『名探偵コナン』オープニングテーマ。本作は前作に引き続き2つ目のアニメソングとなった。通常盤のジャケットは初の実写を使用したデザイン。

## 収録曲

### CD
DISC1
1. Butterfly Core (4:20)
2. 赤い棘 (4:52)
3. STAR GATE (3:38)
4. Butterfly Core -Instrumental- (4:20)
5. 赤い棘 -Instrumental- (4:52)
6. STAR GATE -Instrumental- (3:38)

DISC2（初回限定盤B）
1. VALSHE RADIO ～スマホでかすぎて親指届かない編～（前編）
2. Growing of my heart
3. VALSHE RADIO ～スマホでかすぎて親指届かない編～（後編）

### DVD
初回限定盤A
1. "Butterfly Core" MUSIC VIDEO
2. "Butterfly Core" TV SPOT
3. VALSHEドキドキ♥入社面接

### オリジナルムービー
Musing盤
1. オリジナルムービー「Musing Special Movie」視聴ID付き（PCのみ視聴可）
2. トールケース デジパック仕様　VALSHE手書きメッセージ付き
3. 豪華8Pブックレット